# Bentley Dean
Bentley Dean é um cineasta e produtor de cinema australiano. Foi indicado ao Oscar de melhor filme estrangeiro na edição de 2017 pela realização da obra Tanna, ao lado de Martin Butler.

## Filmografia
- A Sense of Self (2016)
- Tanna (2015)
- First Footprints (2013)

## Prêmios e indicações
| Premiação                                 | Categoria                | Recipiente(s)                                 | Resultado | Ref(s)      |
| ----------------------------------------- | ------------------------ | --------------------------------------------- | --------- | ----------- |
| AACTA Awards                              | Melhor Filme             | Martin Butler, Bentley Dean e Carolyn Johnson | Indicado  | [ 2 ]       |
| AACTA Awards                              | Melhor Direção           | Martin Butler e Bentley Dean                  | Indicado  | [ 2 ]       |
| AACTA Awards                              | Melhor Fotografia        | Bentley Dean                                  | Indicado  | [ 2 ]       |
| AACTA Awards                              | Melhor Trilha Sonora     | Antony Partos                                 | Venceu    | [ 2 ]       |
| AACTA Awards                              | Melhor Mixagem de Som    | James Ashton, Emma Bortignon e Martin Butler  | Indicado  | [ 2 ]       |
| Oscar                                     | Melhor Filme Estrangeiro | Martin Butler e Bentley Dean                  | Indicado  | [ 3 ] [ 4 ] |
| African-American Film Critics Association | Melhor Filme Estrangeiro | Tanna                                         | Venceu    | [ 5 ]       |